# Estação Ferroviária de São Torcato
A Estação Ferroviária de São Torcato, originalmente denominada de São Torquato é uma interface ferroviária desactivada da Linha de Vendas Novas, que servia a localidade de São Torcato, no concelho de Coruche, em Portugal.

## Descrição

### Vias de circulação e plataformas

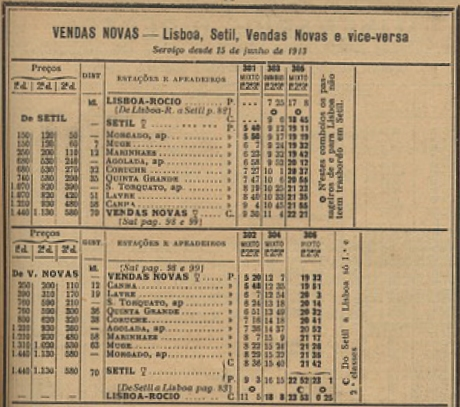
Horário da Linha de Vendas Novas em 1913, onde esta gare aparece com a categoria de apeadeiro, e o nome de S. Torquato

Em Janeiro de 2011, dispunha de duas vias de circulação, com 690 e 656 m de comprimento; também tinha duas plataformas, com 40 e 45 m de extensão, e 35 e 30 cm de altura.

## História
Em Agosto de 1902, a Companhia Real dos Caminhos de Ferro Portugueses já tinha determinado quais as estações e apeadeiros a construir no projecto da Linha de Vendas Novas, não tendo sido prevista a instalação de quaisquer estações ou apeadeiros entre Quinta Grande e Lavre.

A linha foi inaugurada no dia 15 de Janeiro de 1904.
Em Setembro de 1971, a Companhia dos Caminhos de Ferro Portugueses avisou que a partir do dia 1 de Outubro desse ano iriam ser desguarnecidas várias estações e apeadeiros, incluindo a de São Torcato, como parte de um programa de racionalização da exploração ferroviária. Desta forma, a estação deixaria de vender bilhetes, que passariam a ser adquiridos a bordo dos comboios, e seria encerrada a expedição de bagagens e remessas em detalhe, embora continuasse a expedir vagões completos.